# Кульнев, Яков Петрович
Я́ков Петро́вич Ку́льнев (25 июля [5 августа] 1763, Люцин, Инфлянтское воеводство, Речь Посполитая — 20 июля [1 августа] 1812, около деревни Клястицы) — русский полководец, герой Отечественной войны 1812 года. Гусар. Генерал-майор. Кавалер ордена Святого Георгия III степени и Золотого оружия «За храбрость».
Вторым из русских генералов Отечественной войны 1812 года пал в бою (после М. М. Окулова).

## Ранние годы
Родился 25 июля 1763 года в Люцине, в семье поручика Каргопольского карабинерного полка Петра Васильевича Кульнева (1727—1795 или 1798 — впоследствии секунд-майор, городничий города Люцина) и жены его Луизы Ивановны, урождённой Гребениц (или Гревениц), происходивших из балтийских немцев из Померании.
Я. П. Кульнев имел случай быть известным великому Суворову, по хорошему знакомству Фельдмаршала с его родителем, подвизавшимся равномерно на военном поприще.
C 21 апреля 1770 по 18 февраля 1785 года вместе с братом Иваном воспитывался в Шляхетском кадетском корпусе. В это время отец их, Пётр Васильевич, по службе постоянно находился либо под непосредственным командованием А. В. Суворова, либо — в тесном взаимодействии с подчинёнными ему частями.

## Воинская служба
В службу из корпуса выпущен с большой серебряной медалью в Черниговский пехотный полк поручиком. Через неделю, 25 февраля 1785 года, по его рапорту, в том же чине переведён в Санкт-Петербургский драгунский полк.
В 1789 году участвовал с полком в турецком походе, в осаде и взятии Бендер. В 1790 году воевал в Молдавии. С 11 мая 1792 до 27 марта 1793 года участвовал в боях, связанных с подавлением восстания Тадеуша Костюшко в Польше.
В 1794 году переведён в Переяславский конно-егерский полк, участвовал в боях с польскими мятежниками. Отличился 6 июня 1794 года в бою под Борунами и Ошмянами, 28 июня 1794 года под Лидой, 8 июля 1794 года при Вильне, где за оказанную храбрость, распорядительность и к службе похвальную ревность получил от командира корпуса письменный похвальный аттестат.
Затем служил в корпусе графа Суворова-Рымникского, в том же году участвовал в боях: 4 сентября 1794 года в Мухавце, 6 сентября при местечке Кобрине, 8 сентября под Брест-Литовском, 15 октября при разбитии войск мятежников под Кобылкою, 19 и 24 октября отличился при штурме предместья Варшавы — Праги, за что был представлен к повышению в чине.
28 октября 1794 года произведён в ротмистры, и в том же полку, через 10 дней, 7 ноября 1794 года, — в майоры.
По упразднении полка 20 марта 1797 года переведён в Сумский гусарский полк, 21 августа того же года — в «бывший гусарский Иванова», а 8 мая 1801 года — вновь в Сумский гусарский полк.

#### Война Четвёртой коалиции
8 августа 1806 года переведён с эскадроном в Гродненский гусарский полк. С 4 ноября 1806 по 16 марта 1807 года находился в сражениях против французских войск в Пруссии. Полк выступил на Кёнигсберг в 10-х числах января 1807 года. 28 января 1807 года прибыл с полком в Кёнигсберг и был командирован Беннигсеном в арьергард князя Багратиона, отступавшего от Прейсиш-Эйлау. 31 января 1807 года Яков Кульнев участвовал в бою под местечком Мишеницы. В январе—мае 1807 года участвовал в мелких стычках с французами, особенно отличился в стычках с отрядами генерала Зайончека.

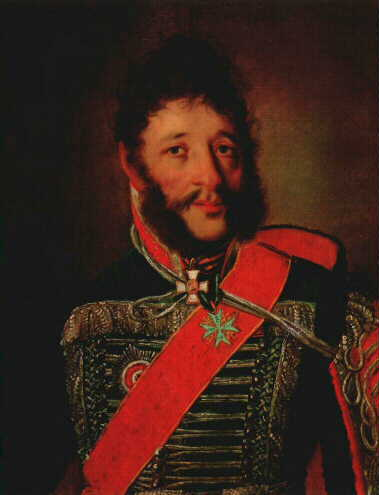
Я. П. Кульнев

20 апреля 1807 года произведён в подполковники.
24 мая 1807 года, в авангарде главной армии под местечком Гуттштадт («Гуттштадское дело» — первое сражение гродненских гусар целым полком), а 25 мая под Анкендорфом атаковал отступавших французов маршала Нея двумя эскадронами и взял в плен 110 человек. Продолжая преследовать неприятеля, достиг реки Пассарге и, видя на другом берегу ретирующийся французский обоз, нашёл брод при деревне Могестант, перешёл реку, настиг транспорт раненых, которым крикнул: «Не бойтесь, больным русских бояться нечего!», затем захватил обоз, состоявший из мортиры и 40 патронных ящиков. Французы выслали три эскадрона отбить обоз у Кульнева, но тот, за неимением лошадей, приказал поручику Чеченскому и рядовому Акиму Плешу подорвать обоз. «Страшный треск произвёл тревогу в обеих армиях». Кульнев рассеял французские эскадроны и ушёл за Пассарге, потеряв 13 гродненцев. За этот бой Кульнев и поручик Чеченский получили орден Святого равноапостольного князя Владимира 4-й степени с бантами, Ридигер — золотую саблю.
29 мая 1807 года участвовал в арьергардных боях под Гейльсбергом при ретираде русских войск. 2 июня того же года, в сражении под Фридландом, несколько раз атаковал французов (кирасир и драгун генерала Груши), глубоко прорвался в их порядки, был окружён, но рядовой Бондарец бросился на выручку и освободил его. На выручку отряда Кульнева был прислан резерв Уварова. Соединившись с Уваровым и собрав вокруг себя своих гусар, Кульнев смял французов и гнал их до Сортлакского леса. Вечером при переправе ретирующихся русских через реку Алле гродненские гусары прикрывали отход, пока пехота не очистила берег. За храбрость, проявленную во Фридландском сражении, Кульнев был награждён орденом Св. Анны 2-й степени.
28 июня 1807 года, после заключения Тильзитского мира, Кульнев с полком ушёл из-под Тильзита и простоял в Витебске до конца 1807 года.
20 декабря 1807 года полк прибыл в Петербург для участия в русско-шведской войне.

#### Русско-шведская война (1808—1809)
С 9 февраля 1808 года в составе гродненских гусар перешёл российско-шведскую границу и начал наступление на Або — столицу княжества.
К 25 февраля гродненские гусары почти без боёв вышли к Або. Город был занят российскими войсками уже 19 марта.
20 марта 1808 года награждён золотой саблей с надписью «За храбрость» за авангардные бои под деревней Зюндби во время преследования графа Клингспора.
Вновь отличился 4 (16) апреля 1808 года в битве под Пихайоки; 6 (18) апреля 1808 года под Сикайоки «его безрассудная отвага» привела к потере 350 человек убитыми, ранеными и взятыми в плен во время шведской контратаки. 26 апреля 1808 года произведён в полковники.
Вновь отличился 29 июня 1808 года под Перхо, 19 августа под деревней Сарвики и 20 августа под Купртики, за что представлен к чину генерал-майора.
За дело под деревней Салми — 21 августа 1808 года, г. Лаппо, Ильхостаро (?), Стархиро, Лилькиро (?), Веро и за сражение под Оровайсом 2 сентября, а также за взятие г. Нюкарлебю (21 марта 1808 года) награждён орденом Св. Георгия 3-го класса.
Затем участвовал в боях при занятии Якобштата и Гаммкерлеби. Во время преследования неприятеля у г. Килайоки в большой канонаде был сильно контужен в ногу. 30 октября 1808 года участвовал в преследовании неприятеля от деревни Готгери (?) до деревни Седерби (3 ноября), участвовал в сражении под деревней Пагайоки и при занятии Улеаборга.
С 12 декабря 1808 года — генерал-майор.
В марте 1809 года, командуя авангардом, принимал участие в экспедиции на Аландские острова. 5 марта 1809 года окружил и пленил неприятельский авангард с двумя большими орудиями. 7 марта 1809 года по льду перешёл Ботнический залив и после сражения с неприятелем захватил местечко Грисслехамн в  100 верстах[уточнить] от Стокгольма. За эти подвиги награждён орденом Св. Анны 1-го класса, а нижним чинам, находившимся в его авангарде, пожалованы медали. До 16 марта 1809 года командовал авангардом на Аландских островах.

#### Русско-турецкая война (1806—1812)
По заключении в сентябре 1809 года мира со Швецией, командовал Белорусским гусарским полком и авангардом Молдавской армии. 5 марта 1810 года переправился через Дунай, участвовал 23 мая в боях при блокаде и сдаче крепости Силистрии.
11 и 12 июня под г. Шумлою сбил неприятеля с высот и занял их. Затем двумя полками гусар атаковал турецкую кавалерию — 6 тысяч всадников под предводительством Великого Визиря — рассеял её, выручив окружённый турками отряд сибирских гренадер под командованием барона Гейсмара. За эту победу награждён Всемилостивейше получением в течение 12 лет пенсии по 1000 руб. ассигнациями из Государственного казначейства.
23 июня 1810 года отбил вылазку турок на свой правый фланг. 22 июля командовал отрядом пехоты и кавалерии при взятии Рущука. 28 и 31 июля в сражении под Бело также командовал отрядом. 16 и 26 августа в сражении при Батине и при пленении неприятеля, командовал пехотой и кавалерией, за что Всемилостивейше награждён золотой саблей, украшенной алмазами.
Участвовал во взятии Никополя и в рассеянии турок 1 ноября 1810 года при деревне Банске.
В январе 1811 года вернулся в Гродненский гусарский полк, став его командиром.

#### Отечественная война 1812 года

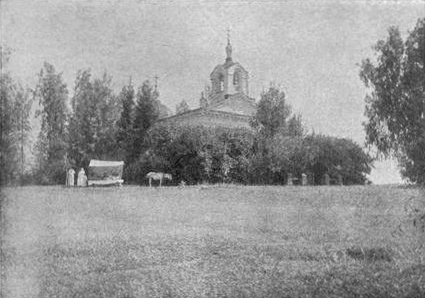
Кульневская церковь, куда был перевезён прах Кульнева.

В 1812 году в составе корпуса графа Витгенштейна участвовал в боях по защите от неприятеля дороги на Петербург. В первые же дни он восемь часов защищал Вилькомир, позволив главным силам отойти, и отступил, сжёгши мост. 2 июля 1812 переправился с двумя полками и артиллерийской ротой через Двину, чтобы произвести разведку, застал врасплох два французских полка, разбил их, оставив до 300 французов ранеными и убитыми, и ещё 200 французов пленил, среди прочих генерала де Сен-Женье. 13 июля вновь рассеял несколько французских отрядов, взяв в плен 432 человека, от которых узнали, что Наполеон пошёл на Себеж. 17 июля 1812 года у деревни Клястицы вытеснил французов из местечка Якубово, 19 июля в Клястицком бою взял 900 пленных французов и весь обоз маршала Удино, затем, преследуя неприятеля, переправился через Дриссу.

## Смерть
20 июля (1 августа) 1812 года Кульнев был смертельно ранен в сражении при Клястицах. После переправы через реку Дриссу во время дневного боя он попал в засаду возле села Боярщино. Артиллерия французов расстреливала отряд Кульнева с господствующих высот. Сам он был поражён пушечным ядром: ему оторвало ноги выше колен — когда, стоя у пушки, он командовал артиллеристами, прикрывавшими отход русских войск. Вот что пишет об этом Д. В. Давыдов, неотрывно находившийся при Кульневе во время Русско-шведской войны, в «Воспоминании о Кульневе в Финляндии»: «<…> Спустя несколько дней после этого письма, 1812 года 20 июля, в сражении под Клястицами, ядро оторвало Кульневу обе ноги. Чувствуя близкую смерть, он снял с себя ордена и, передавая их стоявшему вблизи офицеру, произнёс: «Возьмите, спрячьте сии знаки… Пускай враги не порадуются, увидя в охладевшем трупе моём, не генерала русского, но простого воина, положившего живот свой за Отечество».
Сергей Григорьевич Волконский, знавший Я. П. Кульнева, так отозвался на известие о его гибели: «Россия потеряла в нём истинного гражданина, армия — вождя, подчинённые  — справедливого начальника, а  друзья — верного друга».

#### Альтернативная версия гибели
Жан-Батист Марбо свидетельствует об иных обстоятельствах гибели генерала.  По его словам, Кульнев неосмотрительно развернул свои части на ближнем к французам берегу Дриссы, не обеспечив пути отступления. Это спровоцировало французское командование на уничтожение группировки. Ночью французы внезапно ворвались в русский лагерь, и нетрезвый Кульнев пытался организовать отступление через единственный брод. На глазах Марбо Кульнев атаковал унтер-офицера Лежандра, но тот заколол его в шею. Однако отсутствие доказательств содержания источника, времени и места написания, анализа и новых доказательств надёжности данных мемуаров противоречат историческому методу проверки надёжности исторического первоисточника. Кроме того,

«какую задачу ставил перед собой мемуарист, приступая к написанию воспоминаний?» — Источниковедение истории СССР XIX – начала XX в. / под ред. И. А. Федосова. М., 1970. С. 349
Несоответствие фактам в мемуарах Марбо указывает в своей книге О. Гончаренко «От Аустерлица до Парижа. Дорогами поражений и побед»  в главе «Перлы» и «клюква» мемуаров генерала барона де Марбо».

## Личные качества — «Герой, служащий Отечеству»
Строгий к себе и к подчинённым, он был любим солдатами за отеческую заботу о них. Добросовестно заботился о качественном снабжении, обмундировании, грамотной организации переходов и лагерей, с презрением относясь к возможности извлечь личную выгоду из полковых финансов или организации поставок. Был почитателем Суворова, которого знал с детства — и под началом которого некогда служил, что наложило на него сильный отпечаток. Приняв решение, он действовал быстро, просто и решительно. Обладал особой харизмой, составлял приказы в собственном, ярком и лаконичном стиле.
В офицерской среде был источником незлых анекдотов из-за своих безобидных чудачеств. Так, Денис Давыдов пишет, что в Финляндии Кульнев некоторое время носил в лагере подаренный им кошелёк с богатой вышивкой вместо ночного колпака.
Состояния не составил, постоянно нуждался в деньгах. Жил на жалование, значительную часть которого отсылал родственникам, которых обожал. В частности, право получения 12-тысячной выплаты за Шумлу передал в приданое малолетней племяннице, незадолго до того лишившейся матери. В быту довольствовался малым, часто жил по-спартански — или, как он сам любил выражаться, «по-дон-кишотски», — но чрезмерно скупым не был, разве только по отношению к себе. Военные действия ценил, в числе прочего, за возможность увеличить свой весьма скудный доход через экономию при жизни по-походному и заслуженные награды, которые часто предпочитал получать в виде денежных премий, о чём особо ходатайствовал.
Был холост.

## Внешний вид
Фаддей Булгарин так описывает Кульнева: высокого роста, сутуловатый, смуглый, сухощавый, черноволосый, с орлиным носом. Носил длинные усы и бакенбарды. Из одежды предпочитал доломан и бурку

## Память

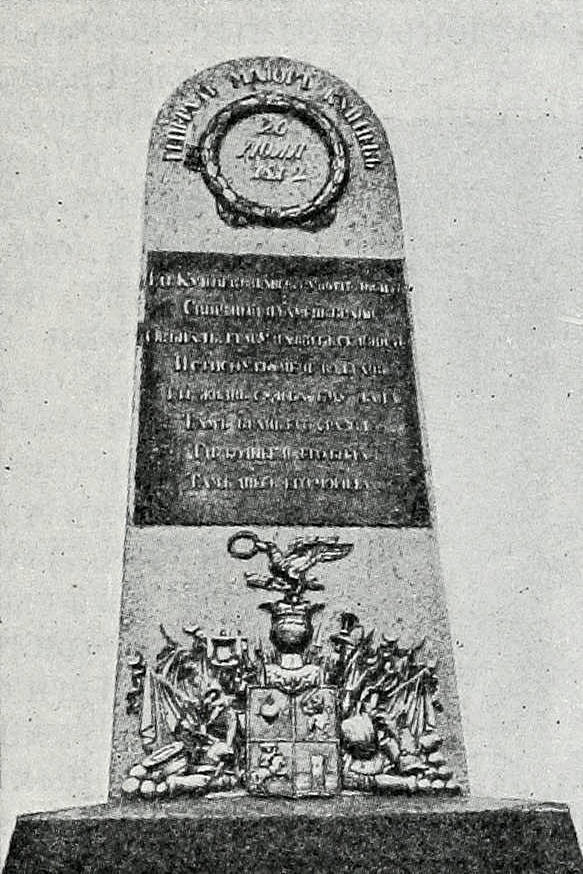
Памятник Кульневу
Рисунок из статьи «ВЭС»
(«Военная энциклопедия Сытина»)

Прах Якова Петровича был перезахоронен дважды. Первый раз — в 1816 году, по просьбе братьев Николая, Михаила и Ивана, в деревне мужа Марии Петровны Кульневой, барона Николая Павловича Мантейфель-Сей, у Сивошина перевоза около д. Сивошино, на берегу реки Дриссы. В 1832 году родственники перенесли прах Кульнева в имение его брата Михаила Петровича Кульнева — Ильзенберг Режицкого уезда Витебской губернии (ныне — Илзескалнс, Латвия).
Почти мистическое совпадение в жизни и смерти генерала Кульнева состоит в том, что он погиб, не дожив пяти дней до своего 49-летия и практически там же, где родился — недалеко от деревни Клястицы Витебской губернии.
Василий Андреевич Жуковский писал об этом в поэме «Певец во стане русских воинов»:
«Где Кульнев наш, рушитель сил,

Свирепый пламень брани?

Он пал, главу на щит склонив

И стиснув меч во длани.

Где жизнь судьба ему дала,

Там брань его сразила,

Где колыбель его была,

Там днесь его могила».
Пребывание Кульнева в Финляндии особо отмечено в финской поэтической традиции. Классик финно-шведской литературы Йохан Рунеберг (автор слов национального финского гимна) включил в свой сборник «Рассказы прапорщика Столя», посвящённый событиям русско-шведской войны 1808—1809 годов, балладу «Кульнев», где воспевал доблесть генерала неприятельской армии. Кульнев не был представлен как жестокий, беспощадный рубака; его отвага восхвалялась наравне с храбростью и доблестью финских и шведских героев-бойцов.
Яков Петрович считался образцовым начальником авангарда и арьергарда. Близко знакомый с Кульневым по русско-шведской войне Денис Давыдов упоминал в своих мемуарах, что якобы Наполеон, узнав о гибели Кульнева, писал Жозефине: «Вчера убит Кульнев, лучший русский офицер кавалерии».
Кульнев пользовался такой популярностью в армии и обществе при жизни и после смерти, что уже в 1817 году по Высочайшему изволению издана была книга «Духъ генерала Кульнева, или Черты и анекдоты, изображающие великия свойства его …» — на примерах из его писем и приказов призванная воспитывать в народе и войсках подлинный суворовский дух, ревнителем и почитателем которого Кульнев был в этой книге представлен. Эпиграфом к книге выбрана цитата из приказа самого Кульнева от 21 июля [1 августа] 1809 года:
Герой служащий Отечеству никогда не умирает, и оживает в потомстве.
Так образ Кульнева превратился в идеальный портрет русского офицера.

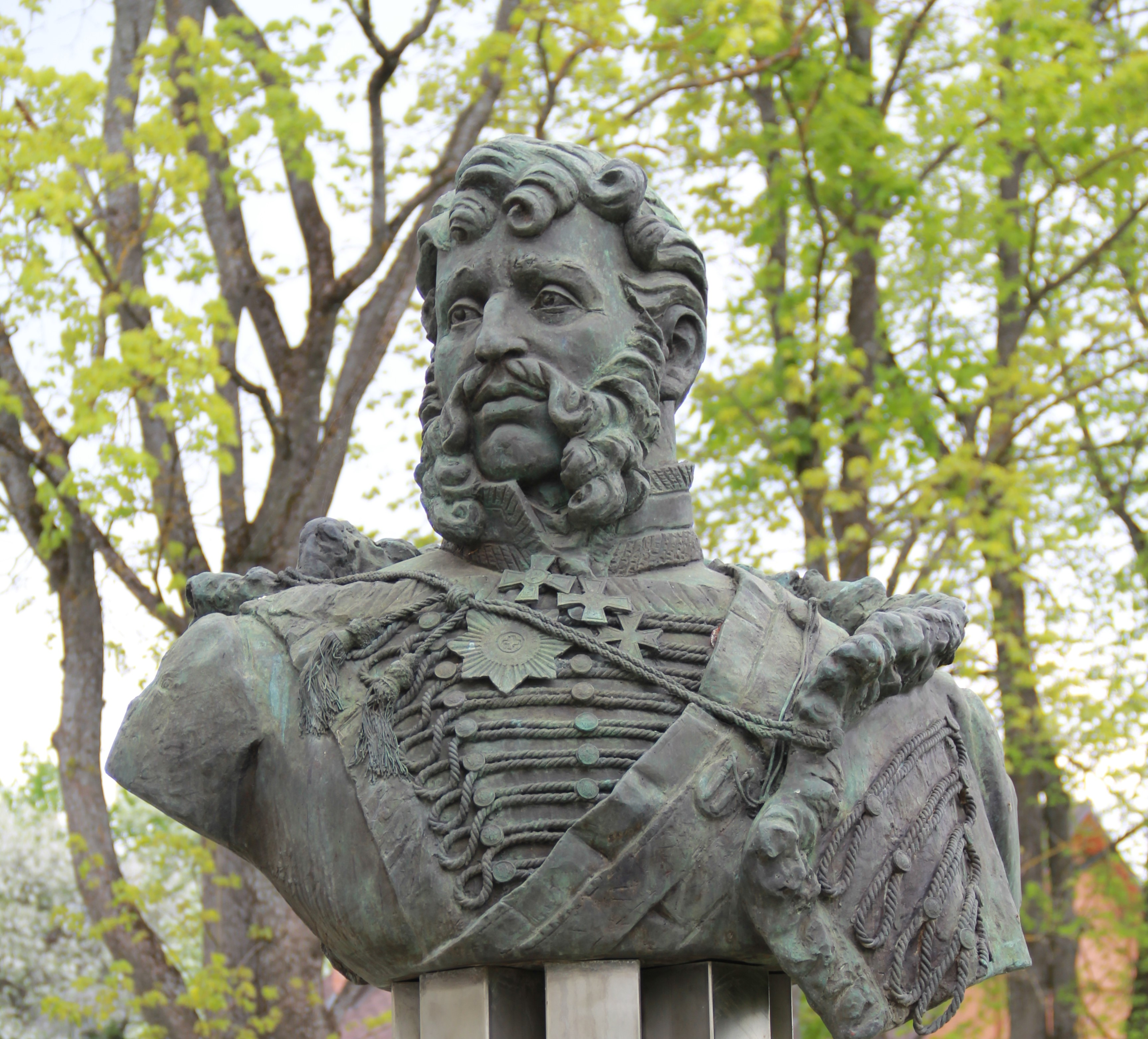
Бюст Я. П. Кульнева, установленный в его родовом поместье, ныне Историко-краеведческом музее Лудзы

В 1824 году в память Клястицкого боя Гродненский гусарский полк переименован в Клястицкий. С 26 января 1909 года полк получил имя Клястицкий 6-й гусарский генерала Кульнева полк.
В 1900 году имя Я. П. Кульнева было присвоено Полоцкой учительской семинарии.

В 1911 или 1912 году, когда отмечался столетний юбилей Отечественной войны, железнодорожная станция Межвиды, лежавшая неподалёку от именья Илзенберг, была переименована в Кульнево. В 30-м номере журнала Нива (журнал) был опубликован коллаж с фотографиями, посвящёнными герою: 

«Нива», 1912 г. — № 30. — С. 601, 604. Под фотографиями даны подписи: «Кульневское народное училище в имении Ильзенберг, Режицкого уезда»; «Кульневская церковь, где похоронен Я.П. Кульнев, в Ильзенберге, Режицкого уезда»; «Могила героя»; «Памятник на месте кончины Я. П. Кульнева (С снимка барона А. А. Будберга)»; «Я. П. Кульнев, няньчающий будущего поэта Рунеберга в Якобштадте (с финской гравюры 1818 г.)»; «Генерал-майор Яков Петрович Кульнев» (репродукция Дж. Доу). В пояснении «К рисункам» было объявлено о переиздании «жизнеописания Кульнева со многими иллюстрациями. Автор книги — полковник Ю. Л. Елец, историограф гродненских гусар…»— Рычков С. Ю. «Нива». Бабушкина подшивка — виртуальный музей» // ОТЕЧЕСТВЕННАЯ ВОЙНА 1812 ГОДА ИСТОЧНИКИ. ПАМЯТНИКИ. ПРОБЛЕМЫ. Бородино, 04—06 сентября 2017 года // Материалы XXI Международной научной конференции / Сост. И. В. Корнеев.,  2018 г. Федеральное государственное бюджетное учреждение культуры «Государственный Бородинский военно-исторический музей-заповедник». — С. 38—53 
В 1830 году установлен памятник генерал-майору Я. П. Кульневу, погибшему в июле 1812 года в Клястицкой битве, недалеко от деревни Сивошино (ныне не существует), на так называемом Сивошинском перевозе, в 7 километрах от деревни Соколище Россонского района, 0,8 км справа от автомобильной дороги на Полоцк, на берегу реки Дриссы. Там же, в 1972 году была установлена стела с рельефным портретом генерал-майора Я. П. Кульнева, указывающая направление к его памятнику.

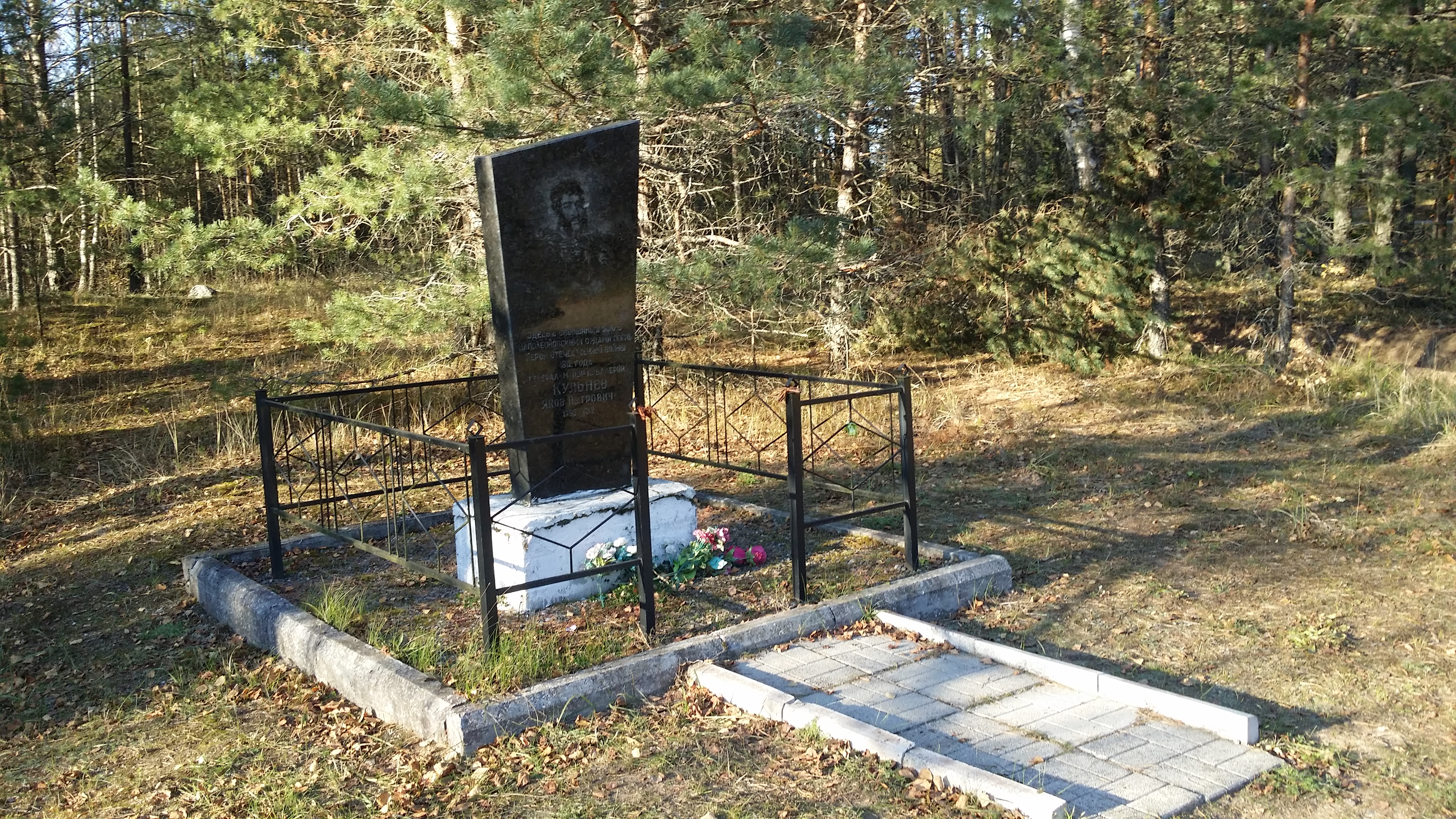
Стела с рельефным портретом генерал-майора Я. П. Кульнева

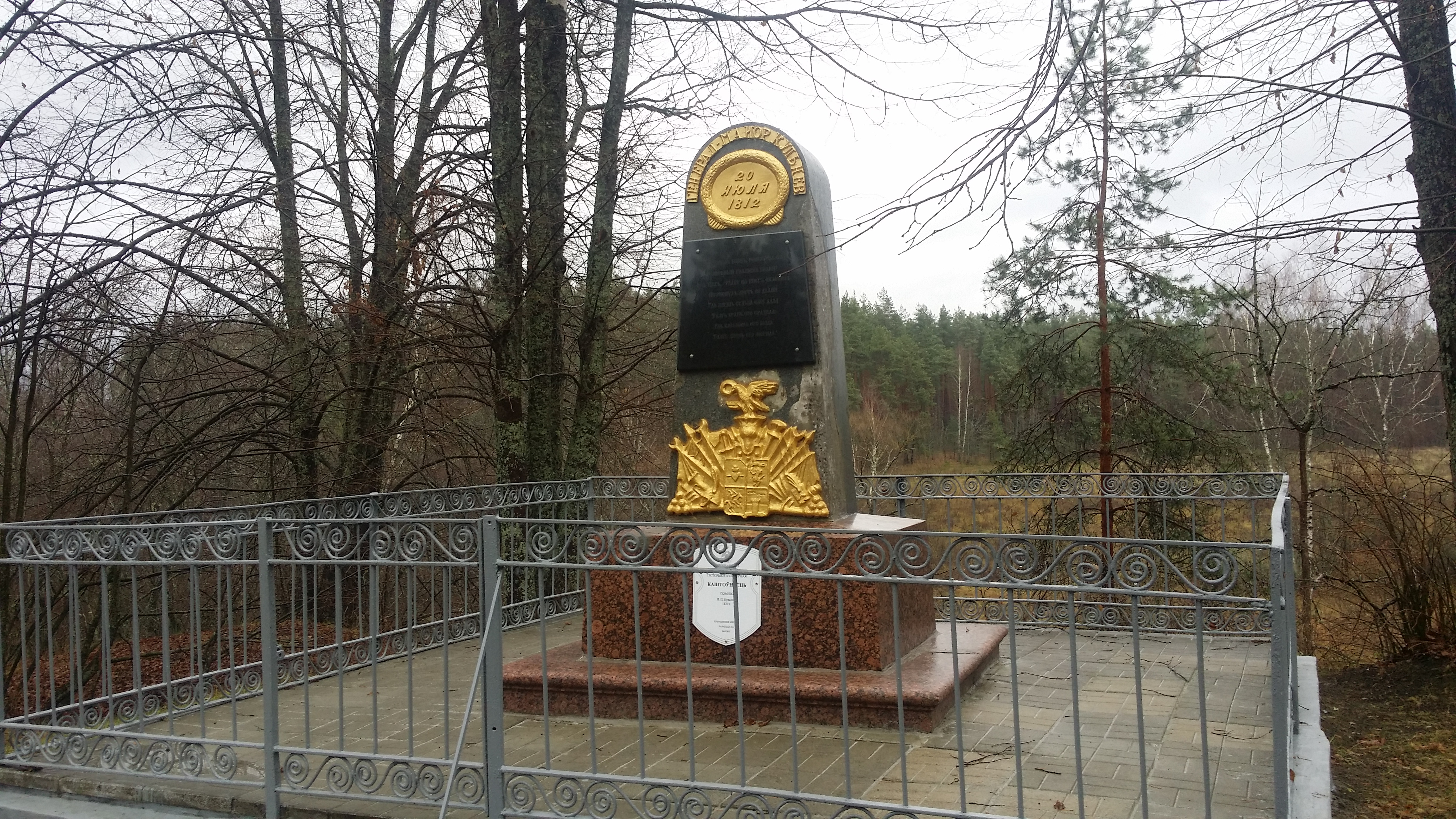
Памятник генерал-майору Якову Петровичу Кульневу в Россонском районе

В населённом пункте Друя Браславского района Витебской области установлен обелиск генералу Кульневу.
Имя Я. П. Кульнева записано на пилонах Бородинского моста через Москву-реку.
В краеведческом музее в городе Лудзе, который был открыт в бывшем доме Кульневых, создана постоянная экспозиция «Возвращение героя домой», посвящённая Я. Кульневу. У входа в Лудзенский музей  2 августа 2012 года установлен бронзовый бюст генерала Я. П. Кульнева (автор — скульптор А. М. Таратынов).
В мае 2017 года на территории Бендерской крепости был открыт бюст Я. П. Кульневу.
В Белоруссии именем Кульнева названа деревня в Россонском районе Витебской области (бывшая деревня Церковище, Соколищенский сельсовет).
26 июня 2022 года, в год 210-летнего юбилея Отечественной войны 1812 года, в Беларуси в городе Полоцке на улице Кульнева установлена памятная табличка-портрет Якова Петровича Кульнева.
Также в память о Якове Кульневе названы:
- Улица Кульнева в Москве.
- Улица Кульнева в Лудзе.
- Улица Кульнева в Полоцке.

## В литературе и искусстве
В IX главе II тома романа Александра Пушкина «Дубровский» помещица Анна Савишна Глобова рассказывала, что к ней приезжал «какой-то генерал» «лет 35-ти, смуглый, черноволосый, в усах, в бороде, сущий портрет Кульнева».
Валентин Пикуль посвятил генералу Кульневу миниатюру «Жизнь генерала-рыцаря». Рассказ Юрия Тынянова «Красная шапка», написанный в 1942 году в эвакуации, посвящён генералу Я. П. Кульневу.
В Военной галерее героев 1812 года, расположенной в Зимнем дворце, находится портрет Кульнева, написанный Д. Доу.
В память Якова Петровича Кульнева в 1812 году князь Павел Долгорукий написал сочинение для фортепиано — «Марш на смерть генерал-майора Кульнева, павшего со Славою за Отечество в сражении против Французов
20 июля 1812 года», который пользовался у современников большой популярностью (марш был переиздан трижды).

## Награды
Отечественные
- Орден Святой Анны II степени (1807)
- Золотая сабля «За храбрость» (10.04.1808)[30].
- Орден Святого Владимира IV степени, с бантом (20.05.1808)[30]
- Орден Святого Георгия III степени (28.01.1809)[30]
- Орден Святой Анны I степени (20.03.1809)[30]
- Золотая сабля «За храбрость» с алмазами (21.11.1810)[30]
- За бой при Друе был представлен главнокомандующим к награждению орденом Святого Владимира II степени (1812), награждён за гибелью не был[31].

Иностранные
- Орден Pour le Mérite [За заслуги] (14.07.1807[32], Пруссия).